# 鳩槃荼

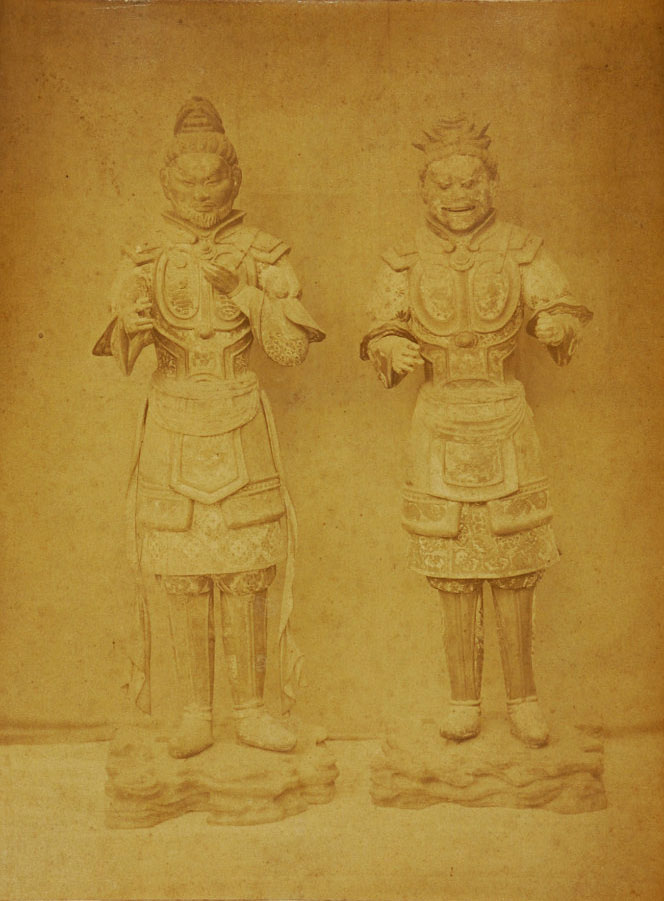
日本興福寺中的鳩槃荼像（右）和畢婆迦羅像（即摩睺羅伽，左）

鳩槃荼，又译作弓槃荼、究槃荼、恭畔荼、拘槃荼、俱槃荼、吉槃荼、拘辨荼、鳩满拏、倶满拏等，是佛教认为的一種啖人精氣維生的鬼（另一种啖精气鬼爲毗舍遮），又譯作厭魅鬼、厭眉鬼、瓮形鬼、冬瓜鬼。

## 佛教
鳩槃荼和薜荔多（餓鬼），都是南方增长天王之所領之鬼，是饿鬼道中的多财鬼。鸠槃荼鬼有大力，能疾行，有变化神通。《圆覺經》曰：「爾時有大力鬼王，名吉槃荼，與十萬鬼王，即從座起，頂禮佛足。」
有學者稱，大乘佛教经典中，有时并举鸠槃荼和夜叉，说明两者并非同一种族。而藏傳佛教噶舉派则認為，鳩槃荼在天龍八部中屬夜叉，在密教中位于胎藏界曼荼罗外院南方。
《药师经》举出的“十二药叉神将”中有一名大将名为金毗罗（或译为宫毘罗，义爲鳄鱼）即是鸠槃荼鬼族。
《大智度论》说转生到鸠槃荼的业因爲前世做宰官时剥削人民，索求钱财，但又将贓款轉作佈施之用。

## 形象
鳩槃荼外貌醜陋，在唐朝被人用作比喻老醜的婦人。《慧苑音義》指，鳩槃荼即指「陰囊」（梵语词根即爲阴囊），因這種鬼的下身狀如冬瓜、如瓮，行走時要置於肩上，坐下時則盤据在身前，故名鸠槃荼鬼；後世覺得猥褻而不便直言陰囊，故称冬瓜鬼、瓮形鬼。由於陰囊碩大的性欲暗示，鳩槃荼亦為鬼壓床的象徵，传说鸠槃荼常压迫睡梦中的人类，即鬼壓床；或在人类性交时吸食人的精气，故又称为厭魅鬼。
噶舉派認為，鳩槃荼是大海中一種似人的鬼怪，頭上生有各種動物的頭，肘部、膝盖和耳輪都長有頭髮一般的肉质丝条。有时也作马头，持鼓，或和紧那罗混淆。

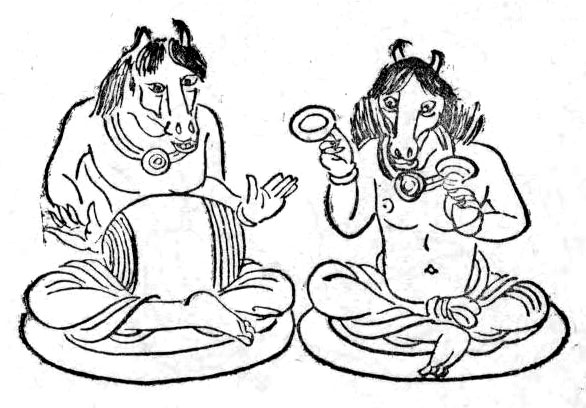
男性鸠槃荼（左—）和女性鸠槃荼（右）

## 註释
1. 1 2  《佛学大辞典》【吉槃荼】：（異類）又作鳩槃荼。有大力之鬼也。圓覺經曰：「爾時有大力鬼王，名吉槃荼。」同略疏四曰：「吉槃荼，亦云鳩槃荼。食人精氣，其疾如風。」（參見：鳩槃荼）
2. 1 2  《佛学大辞典》【鸠槃荼】：（异类）Kumbhāṇḍa，又作弓槃荼、究槃荼、恭畔荼、拘槃荼、俱槃荼、吉槃荼、拘辨荼、鸠满拏。鬼名。啖人精气之鬼。译作瓮形鬼、冬瓜鬼。南方增长天王之领鬼。探玄记二曰：“鸠槃荼，依正法华经，名厌眉鬼。啖人精鬼等，亦名冬瓜鬼。王名毗楼勒，此云增长王，是南方天王。领二部鬼：一名鸠槃荼，二名薜荔多，从所领为名。”慧苑音义上曰：“鸠槃荼，此云阴囊，亦曰形印，谓此之类阴囊。状如冬瓜，行时擎置肩上，坐时即便据之，由斯弊状，特异诸类，故从之为名。旧云冬瓜者，以其事猥而不显故，使人谬解耳。”玄应音义二十一曰：“究槃荼，或作恭畔荼，又作弓槃荼，皆一也。此云瓮形，颇似冬瓜也。”圆觉经曰：“尔时有大力鬼王，名吉槃荼，与十万鬼王，即从座起，顶礼佛足。”梵语杂名作“鸠满拏”。后因用以喻妇人老丑之状。唐任镶畏妻。杜正伦讥弄之。镶曰：妇当畏者三。少妙之时。如生菩萨。及儿满前。如九子魔母。至五六十时。傅施妆粉。或青或黑。如鸠槃荼。见御史台记。
3. 1 2  《大智度论》卷十二：宰官剥削人民以取财布施，堕鳩鸠槃荼鬼中，能作种种变化，五欲自娱；多嗔狠戾、嗜酒肉而能布施，堕地行夜叉鬼中，常得种种欢乐、音乐、饮食；刚愎强梁而能施车马，堕飞行夜叉中，有神通力，所至有风；嫉妒好诤论而能以房舍、卧具、衣服、饮食布施，生宫观飞行夜叉中，有种种娱乐便身之物。
4. ↑  如：《佛藏经·念僧品》:“若人作是分别，是男是女，天是龙，是夜叉，是乾闥婆，是鳩槃茶，是法是非法，作是分别已得种种事。”《法华经》：“毒蛇蚖蝮，及諸夜叉，鳩槃荼鬼，野干狐狗，鵰鷲鴟梟，百足之屬……。”《华严经·普贤行愿品》：“天龙、夜叉、鸠槃荼，乃至人与非人等，所有一切众生语……”